# Buchenavia tomentosa
Buchenavia tomentosa är en tvåhjärtbladig växtart som beskrevs av August Wilhelm Eichler. Buchenavia tomentosa ingår i släktet Buchenavia och familjen Combretaceae. Inga underarter finns listade i Catalogue of Life.